# آگنیشکا یودیتسکا
آگنیشکا یودیتسکا (لهستانی: Agnieszka Judycka؛ زادهٔ ۲۵ آوریل ۱۹۸۳) خواننده و بازیگر اهل لهستان است.
از فیلم‌ها یا مجموعه‌های تلویزیونی که وی در آن‌ها نقش داشته‌است، می‌توان به فرصت دوباره، تله، رازداری حرفه‌ای، پیمان ورشو، دوستان، ع چون عشق، در خیابان سپولنی، هتل ۵۲ و در خوشی و سختی اشاره نمود.